# Chelsea Hodges
Chelsea Mae Hodges, född 27 juni 2001, är en australisk simmare.

## Karriär
I juli och augusti 2021 vid OS i Tokyo var Hodges en del av Australiens kapplag som tog guld och noterade ett nytt olympiskt rekord på 4×100 meter medley.
I december 2022 vid kortbane-VM i Melbourne var Hodges en del av Australiens kapplag som tog guld och noterade ett nytt världsrekord på 4×50 meter medley. Hon erhöll även ett silver efter att simmat försöksheatet på 4×100 meter medley, där Australien sedermera tog medalj i finalen.